# いつだってやめられる 闘う名誉教授たち
『いつだってやめられる 闘う名誉教授たち』（いつだってやめられる たたかうめいよきょうじゅたち、Smetto quando voglio - Ad honorem）は2017年のイタリアのコメディ映画。
監督はシドニー・シビリア、出演はエドアルド・レオとルイジ・ロ・カーショなど。
イタリアの社会派コメディ『いつだってやめられる』シリーズ第3作となる最終章で、第1作の『いつだってやめられる 7人の危ない教授たち』（2014年）の大ヒットを受けて3年後に作られた続編2部作の後編である。
イタリア映画祭2018で上映された際の日本語タイトルは『いつだってやめられる-名誉学位』。

## ストーリー
警察に協力して合法ドラッグ撲滅のために働いていたピエトロらは、警察に裏切られ、弁護士のヴィットリオ以外の9人全員が逮捕・収監されてしまう。
ピエトロは謎の敵がドラッグで稼いだ金を使って神経ガスによるテロを起こそうとしていることに気づいたが、誰も聞く耳を持ってくれない。
ところが、ピエトロらが逮捕される原因を作ったフリージャーナリストの女性から、謎の敵がドラッグの製造に使っていた場所がかつては研究所で、爆発事故によって閉鎖されたこと、その事故で大怪我をしたクラウディオ・フェリーチという元教授が何かを知っているはずであることを知らされる。
そして、そのフェリーチとはピエトロらの因縁の敵ムレーナだった。
ムレーナことフェリーチが収監されている刑務所に移ったピエトロはフェリーチにテロについて伝える。
するとフェリーチはピエトロが追っている謎の敵がかつての同僚で友人のヴァルテル・メルクリオであり、恋人の女性研究者が事故で亡くなったことに対する復讐を計画しているのだと言う。
ピエトロは、妻ジュリアが出席する予定の名誉学位授与式に大臣や学長、学部長らが列席することから、この授与式がヴァルテルのターゲットであることに気づくと、テロ計画を止めるためにかつての仲間を集めることにする。
まずピエトロが全ての罪を認めると証言することで、バラバラに収監されていたメンバーを審問のためにピエトロが収監されている刑務所に集める。
そして、所長が演出する囚人らによるオペラに乗じてメンバー全員とフェリーチが脱獄すると、フェリーチ以外のメンバーはヴァルテルが狙う会場に向かう。
会場内は外部から密閉された状態になっていたことから、ガスが液体の状態で既に会場内にあることに気づいたメンバーはガスを中和する薬品を大学内にあるものを使って作る。
一方、ピエトロは会場内で見かけたヴァルテルを追い、彼を説得しようとするが、ヴァルテルが勤めていた研究所で起きた事故の間接的な原因を作ったのがピエトロであることを知らされ、愕然とする。
そこにフェリーチが現れ、ヴァルテルを説得しようとする。
その間に、液状のガスが会場内に設置されたウォーターサーバーの水であることに気づいたアルベルトが薬品を注入して無害化する。ところが、壇上のウォーターサーバーが1つだけ残っていた。
これをヴァルテルがガス化するスイッチを入れるのを妨害するためにピエトロは電源をショートさせて会場の全てを停電させる。
そこにコレッティ警部が現れてヴァルテルを逮捕し、アルベルトは最後の1つにも中和剤を注入する。
こうしてピエトロらはテロを未然に防ぐことができた。
24時間以内に戻れば法律上は脱獄扱いにならないことから、メンバーらは誇らしげに刑務所に帰っていく。

## キャスト
- ピエトロ・ズィンニ: エドアルド・レオ - 神経生物学者。グループのリーダー。
- ヴァルテル・メルクリオ: ルイジ・ロ・カーショ - 工業化学者。恋人を亡くした復讐のために神経ガスによるテロを計画。
- アルベルト・ペトレッリ: ステファノ・フレージ - 計算化学者。ズィンニの右腕。薬物依存症。オペラ歌手並の歌唱力を持つ。
- マッティア・アルジェリ: ヴァレリオ・アプレア（イタリア語版） - 解釈論的記号学者。
- アルトゥーロ・フランティーニ: パオロ・カラブレージ（イタリア語版） - 古典考古学者。古代ローマの都市設計の専門家。
- バルトロメオ・ボネッリ: リベロ・デ・リエンツォ（イタリア語版） - 動学マクロ経済学者。ギャンブル依存症。
- ジョルジョ・シローニ: ロレンツォ・ラヴィア（イタリア語版） - ラテン碑銘学者。
- アンドレア・デ・サンクティス: ピエトロ・セルモンティ - 文化人類学者。概念的カモフラージュの専門家。
- ジュリオ・ボッレ: マルコ・ボニーニ（イタリア語版） - 理論解剖学者。武闘派。
- ヴィットリオ: ロザリオ・リスマ - 教会法学者。弁護士。
- ルーチョ・ナポリ: ジャンパオロ・モレッリ（イタリア語版） - メカトロニクスエンジニア。
- クラウディオ・フェリーチ（ムレーナ）: ネーリ・マルコレ（イタリア語版） - ギャングのボス。流体力学の元教授。
- パオラ・コレッティ: グレタ・スカラーノ（イタリア語版） - 女性警部。閑職に追いやられている。
- ジュリア: ヴァレリア・ソラリーノ（イタリア語版） - ズィンニの妻。ソーシャルワーカー。
- アンジェロ: ペッペ・バーラ（イタリア語版） - 刑務所の所長。
- ガラトロ警視: フランチェスコ・アクアローリ（イタリア語版） - コレッティ警部の上司。

## 作品の評価
第63回ダヴィッド・ディ・ドナテッロ賞で前作の『いつだってやめられる 10人の怒れる教授たち』と合わせてプロデューサー賞にノミネートされたが受賞はならなかった。
第73回ナストロ・ダルジェント賞ではコメディ映画賞、助演男優賞（ステファノ・フレージ）、コメディ映画男優賞（エドアルド・レオ ※『私が神』での演技と合わせて）、撮影賞の4部門でノミネートされるが、いずれも受賞はならなかった。また、高級メガネ・サングラスメーカーのペルソールとナストロ・ダルジェント賞がコラボした年間ペルソール個人賞を主演のエドアルド・レオが本作と『私が神』の演技で受賞している。